# Miříkotvaré
Miříkotvaré (Apiales) je řád vyšších dvouděložných rostlin. Řád zahrnuje celkem 7 čeledí, z nichž největší a nejvýznamnější jsou miříkovité, hojně zastoupené i v české květeně.

## Charakteristika
Mezi hlavní znaky spojující zástupce řádu miříkotvaré náleží volné korunní lístky (v této vývojové větvi, nazývané 'Asterids', druhotně získaný znak) a přítomnost sekrečních buněk a kanálků v pletivech.
Řád miříkotvaré zahrnuje dřeviny i byliny. Listy jsou střídavé, často bohatě členěné nebo složené. Pro obě největší čeledi (miříkovité a aralkovité) a pro čeleď Myodocarpaceae jsou charakteristická okolíkovitá květenství. Květy jsou nejčastěji oboupohlavné, pravidelné a pětičetné. Tyčinek bývá 5. Semeník je spodní, řidčeji svrchní (pouze u čeledí slizoplodovité a pilourovité). Čnělky jsou často volné.

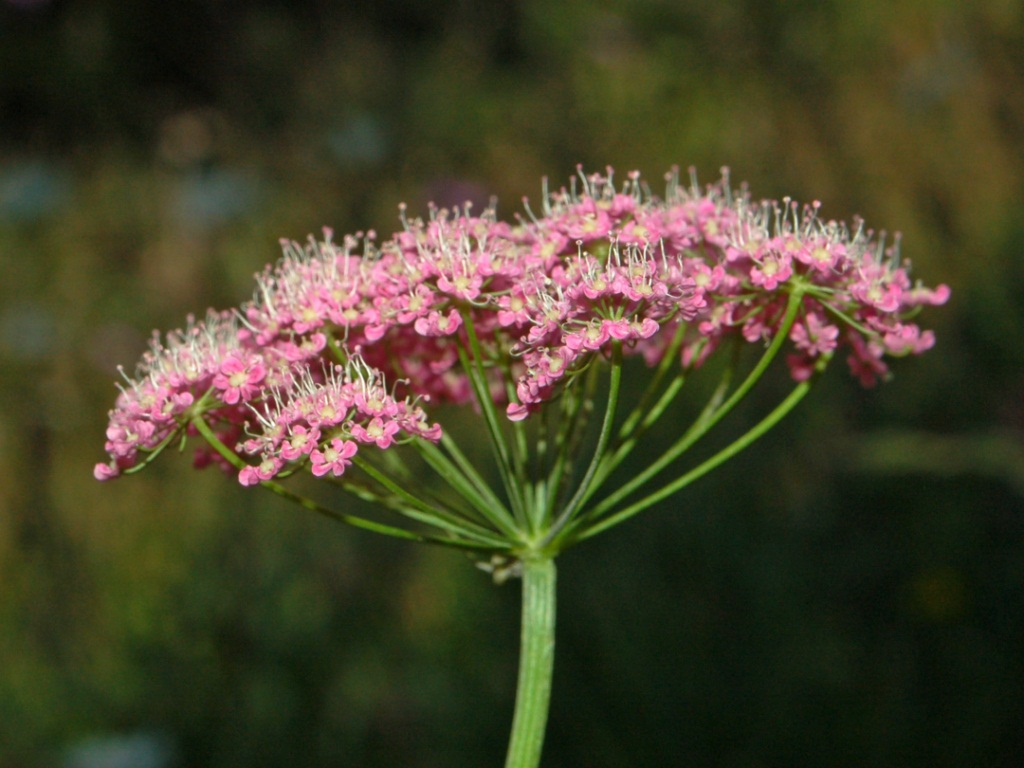
Bedrník větší (Pimpinella major)
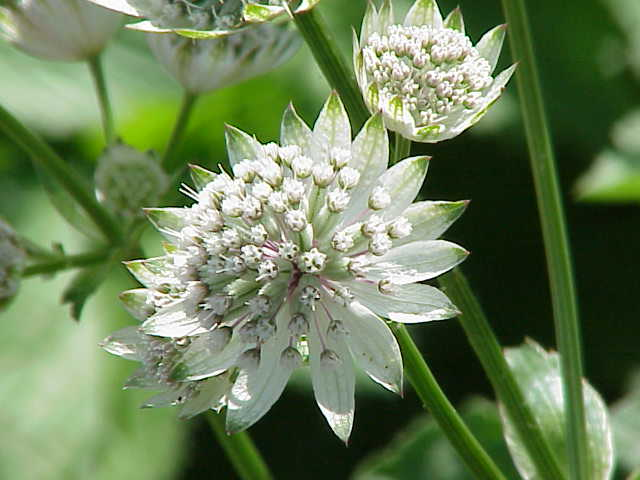
Květenství jarmanky větší (Astrantia major)
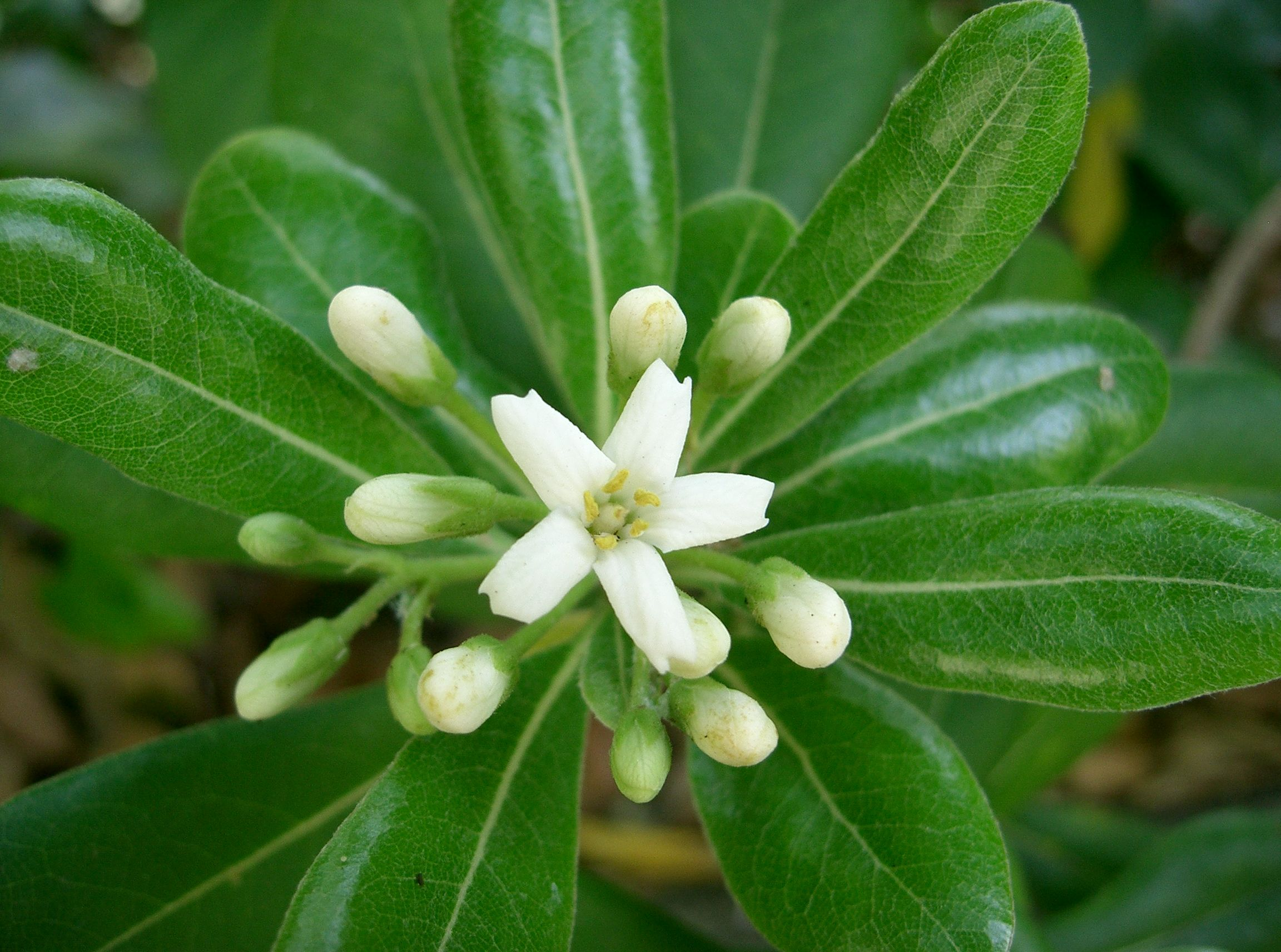
Slizoplod tobira (Pittosporum tobira)
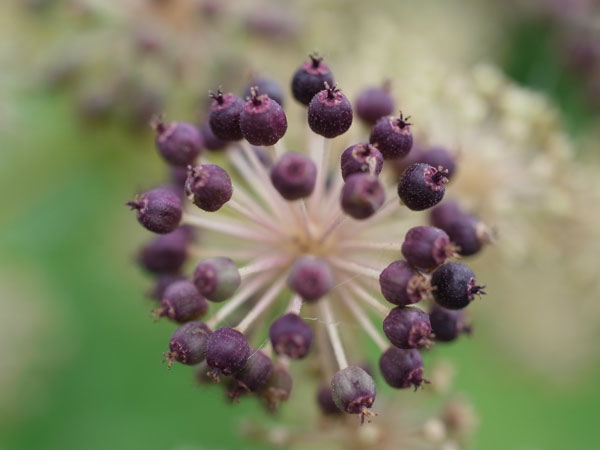
Plodenství arálie Aralia cordata

## Rozšíření
Řád miříkotvaré je rozšířen na všech kontinentech. Celkem zahrnuje 7 čeledí, asi 500 rodů a 5500 druhů. Drtivá většina rodů a druhů náleží do čeledi miříkovité (Apiaceae). V naší květeně je zastoupena čeleď miříkovité (Apiaceae) asi 50 rody a čeleď aralkovité (Araliaceae) jediným druhem, kterým je břečťan popínavý (Hedera helix).

## Taxonomie
V klasických systémech zahrnoval řád miříkotvaré (Apiales), též nazývaný aralkotvaré (Araliales) jen 2 čeledi: miříkovité (Apiaceae) a aralkovité (Araliaceae), někdy doplněné o čeleď pupečníkovité (Hydrocotylaceae). Dva rody, pupečník (Hydrocotyle) a Trachymene, byly na základě molekulárních studií vyjmuty z miříkovitých a přeřazeny do čeledi aralkovité. Rody Delarbrea a Myodocarpus byly naopak vyjmuty z aralkovitých a dány do nově vytvořené čeledi Myodocarpaceae. Ostatní stávající drobné čeledi řádu miříkotvaré byly v klasické taxonomii řazeny na různá místa systému, případně byly tyto rody součástí čeledí v rámci jiných řádů.

## Význam
Z hlediska výživy mají největší význam miříkovité, poskytující zejména listovou a kořenovou zeleninu a koření. Do čeledi aralkovité patří jedna z nejproslulejších léčivek, ženšen pravý, z miříkovitých pochází např. andělika lékařská. Některé aralkovité jsou pěstovány jako okrasné dřeviny.

## Přehled čeledí
- aralkovité (Araliaceae)
- griseliniovité (Griseliniaceae)
- miříkovité (Apiaceae)
- pilourovité (Pennantiaceae)
- slizoplodovité (Pittosporaceae)
- Myodocarpaceae
- Torricelliaceae[5]